# Medaglia commemorativa per i dieci anni delle forze armate della Repubblica del Kazakistan
La medaglia commemorativa per i dieci anni delle Forze Armate della Repubblica del Kazakistan è un premio statale del Kazakistan.

## Storia
La medaglia è stata istituita il 7 maggio 2002.

## Assegnazione
La medaglia viene assegnata a chi abbia realizzato un servizio esemplare nello svolgere il proprio dovere personale nel servizio militare nelle formazioni militari della Repubblica del Kazakistan, così ad altri che abbiano contribuito in modo significativo alla costruzione delle Forze Armate della Repubblica del Kazakistan.

## Insegne
- La  medaglia è di ottone. Il dritto raffigura una stella a cinque punte convesse di colore rubino con raggi che escono dagli angoli ottusi, Sotto la stella vi è un'aquila e dietro un sole. La stella è circondata da una corona di foglie di alloro. Nella parte inferiore della medaglia sono poste una di seguito le altre date "1992" e "2002". Sul retro della medaglia vi è al centro è la scritta "Қазақстан Республикасының Қарулы Күштерiне 10 жыл".
- Il  nastro è azzurro con una striscia centrale gialla caricata di una striscia rossa più sottili. I bordi del nastro sono verde oliva.